# AN/ALQ-136
Bei dem AN/ALQ-136 (JETDS-Bezeichnung) handelt es sich um ein luftgestütztes System für Elektronische Gegenmaßnahmen auf kurze Entfernung. Es wird von dem US-Konzern ITT produziert und löst das AN/ALQ-129 ab.

## Beschreibung
Das ALQ-136 wurde entworfen, um Hubschrauber vor Lenkwaffen und Flugabwehrkanonen mit Impulsradar-Lenkung zu schützen. Es erkennt feindliche Radaremissionen ohne Zuhilfenahme anderer Sensoren und leitet vollautomatisch geeignete Gegenmaßnahmen ein. Bis heute wurden etwa 1.400 Systeme ausgeliefert, der erste Einsatz fand 1991 während der Operation Desert Storm statt.

### Varianten
- AN/ALQ(V)1: Hierbei handelt es sich um die Variante für die AH-1F Cobra. Es wird im Verbund mit dem AN/ALQ-144-IR-Störsystem eingesetzt.
- AN/ALQ(V)2: Diese Version wird auf Plattformen für Verdeckte Operationen und Elektronische Kampfführung eingesetzt. Das System kann mehrere Ziele gleichzeitig bekämpfen und besitzt eine höhere Abstrahlleistung. Des Weiteren kann die Software rekonfiguriert werden, um die Gegenmaßnahmen auf das zu erwartende Gefahrenspektrum anzupassen.
- AN/ALQ(V)5: Ähnelt der (V)1-Variante, ist jedoch für den Einsatz auf AH-64 Apache-Hubschraubern ausgelegt und verfügt über modifizierte Sende- und Empfangsantennen.

## Plattformen
- AH-1F Cobra
- AH-64A-D Apache
- MH-47E Chinook
- EH-60A Quick Fix
- MH-60K Black Hawk
- RC-12 Guardrail

## Technische Daten
- Gewicht:
  - (V)1/5-Variante: 21,5 kg
  - (V)2-Variante: 32,7 kg
- Frequenzbereich: 8–16 GHz
- Abstrahlleistung: <1 kW
- MTBF: 400–500 Stunden (300 Stunden während Desert Storm)